# El Estandarte
El Estandarte era una publicació quinzenal, editada a Igualada entre 1908 i 1910.

## Descripció
Portava el subtítol Periódico tradicionalista.
La capçalera era d'estètica modernista i il·lustrada amb el dibuix d'una bandera i la llegenda Dios, Patria y Rey.
La redacció i l'administració van ser al carrer del Teatre, núm. 7 i s'imprimia als tallers de Montserrat Puget, fill de Carles Puget i Grases, que n'era redactor. El primer número es va publicar el 15 de març de 1908 i el darrer, el 62, portava la data de 3 de juliol de 1910. Tenia quatre pàgines i tres columnes. El format era de 44 x 32 cm.

## Continguts
En el primer número exposen els propòsits de la publicació i diuen que “los carlistas... luchan en favor de la Religión, la Patria y la Legitimidad y en contra del liberalismo”. La major part de la informació tractava de temes carlistes, tant articles originals com reproduïts d'altres publicacions. També hi havia notícies breus sobre fets locals, poemes, estudis històrics i comentaris de les sessions de l'Ajuntament.
El núm. 38, del 8 d'agost de 1909, va ser extraordinari i dedicat a Carles de Borbó i Àustria-Este, que havia mort feia poc.
Hi escrivien Joan M. Roma, J. Ferrer Carulla, Lluís Gener, J. Serra Abadal i Pere Botet.

## Localització
- Biblioteca Central d'Igualada. Plaça de Cal Font. Igualada (col·lecció completa i relligada)